# تمریوک
شهر تمریوک (به روسی: Темрюк) در کشور روسیه و در کرای کراسنودار واقع شده‌است.

## نگارخانه

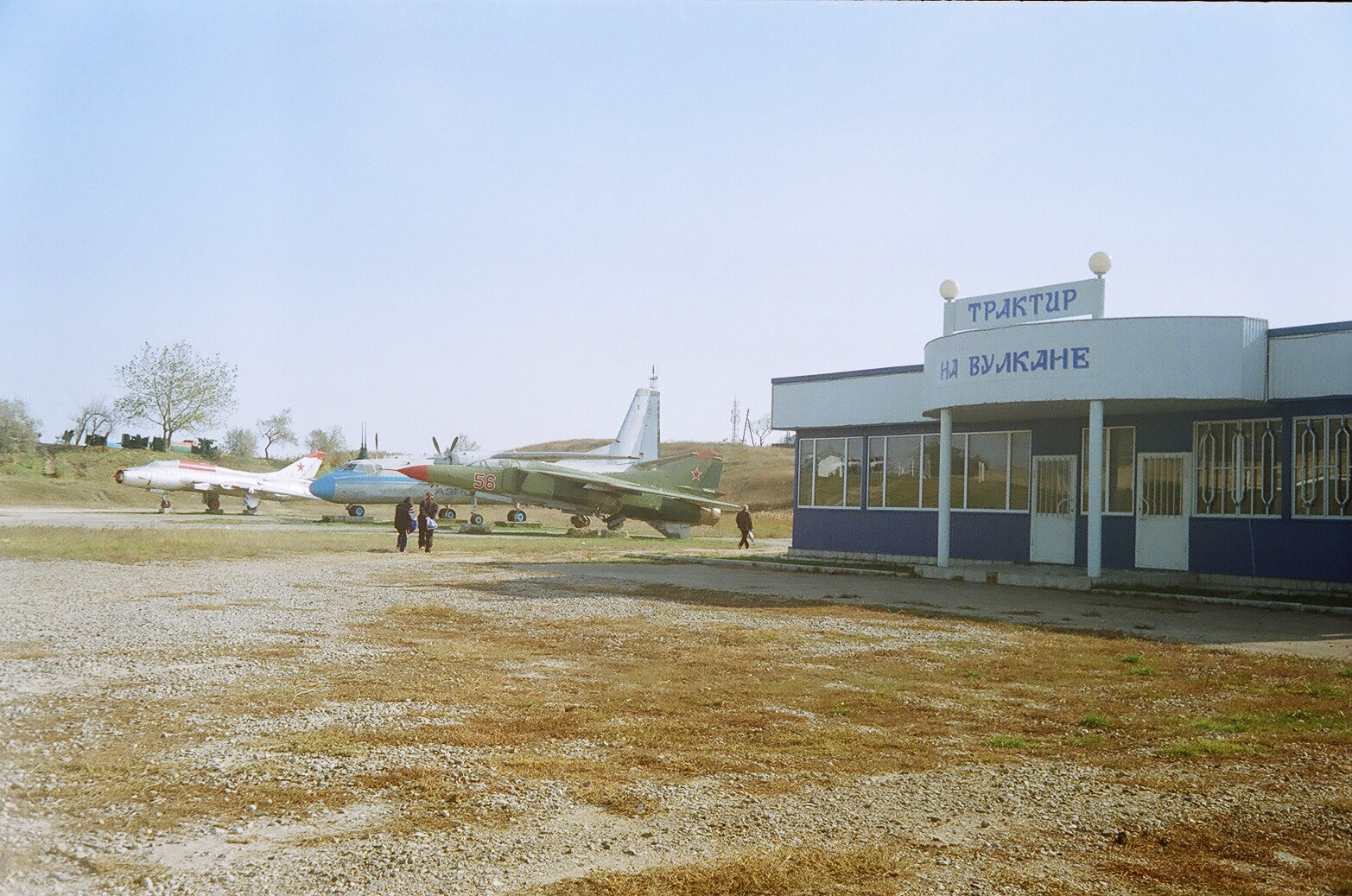
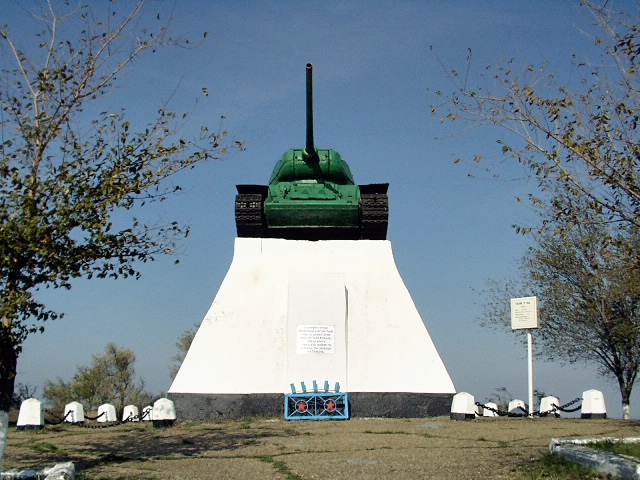
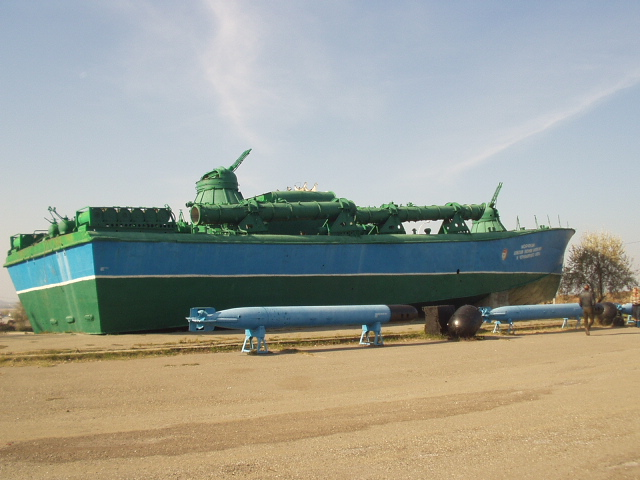
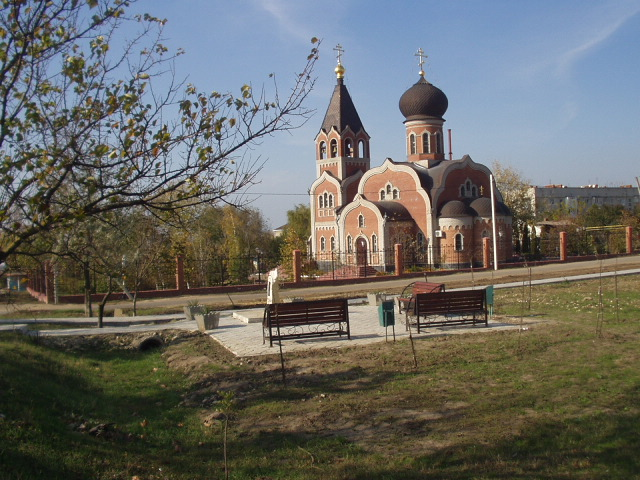